# تشارلز إس. دانا
تشارلز إس. دانا (بالإنجليزية: Charles S. Dana)‏ هو سياسي أمريكي، ولد في 13 سبتمبر 1862، وتوفي في 29 ديسمبر 1939 في ميدلبوري في الولايات المتحدة. حزبياً، نشط في الحزب الجمهوري. وقد انتخب عضو مجلس نواب فيرمونت.